# Ford Falcon (США)
Ford Falcon (варианты произношения: /ˈfɔlkən, ˈfælkən, ˈfɔkən/) — американский компактный автомобиль, выпускавшийся подразделением Ford корпорации Ford Motor Company с 1960 по 1969 год.
На базе модели «Falcon» выпускался пикап Ford Ranchero (1960-66) и пассажирская версия микроавтобуса Ford Econoline, называвшаяся Ford Falcon Van (1961-67). Кроме того, в 1962 году на основе модели Ford Falcon был разработан несколько более крупный среднеразмерный автомобиль Ford Fairlane.
Все автомобили «Falcon» североамериканского производства представляли собой одну модель, выпускавшуюся с серьёзными модернизациями в течение ряда лет.
Также производство этой модели велось в Канаде, Австралии, Мексике, Чили и Аргентине.

## Особенности

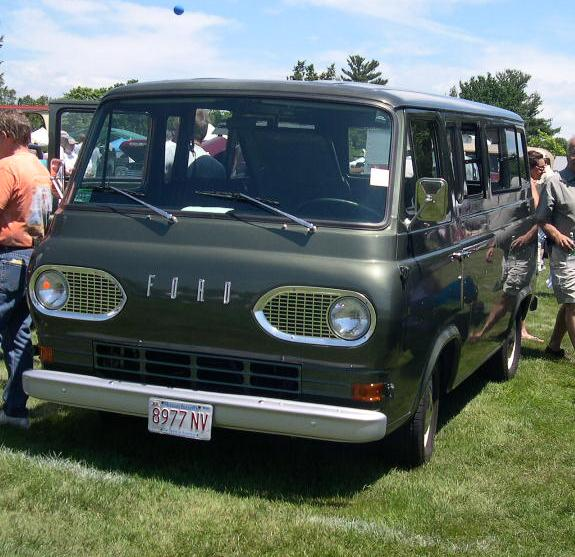
1963 Falcon Van.

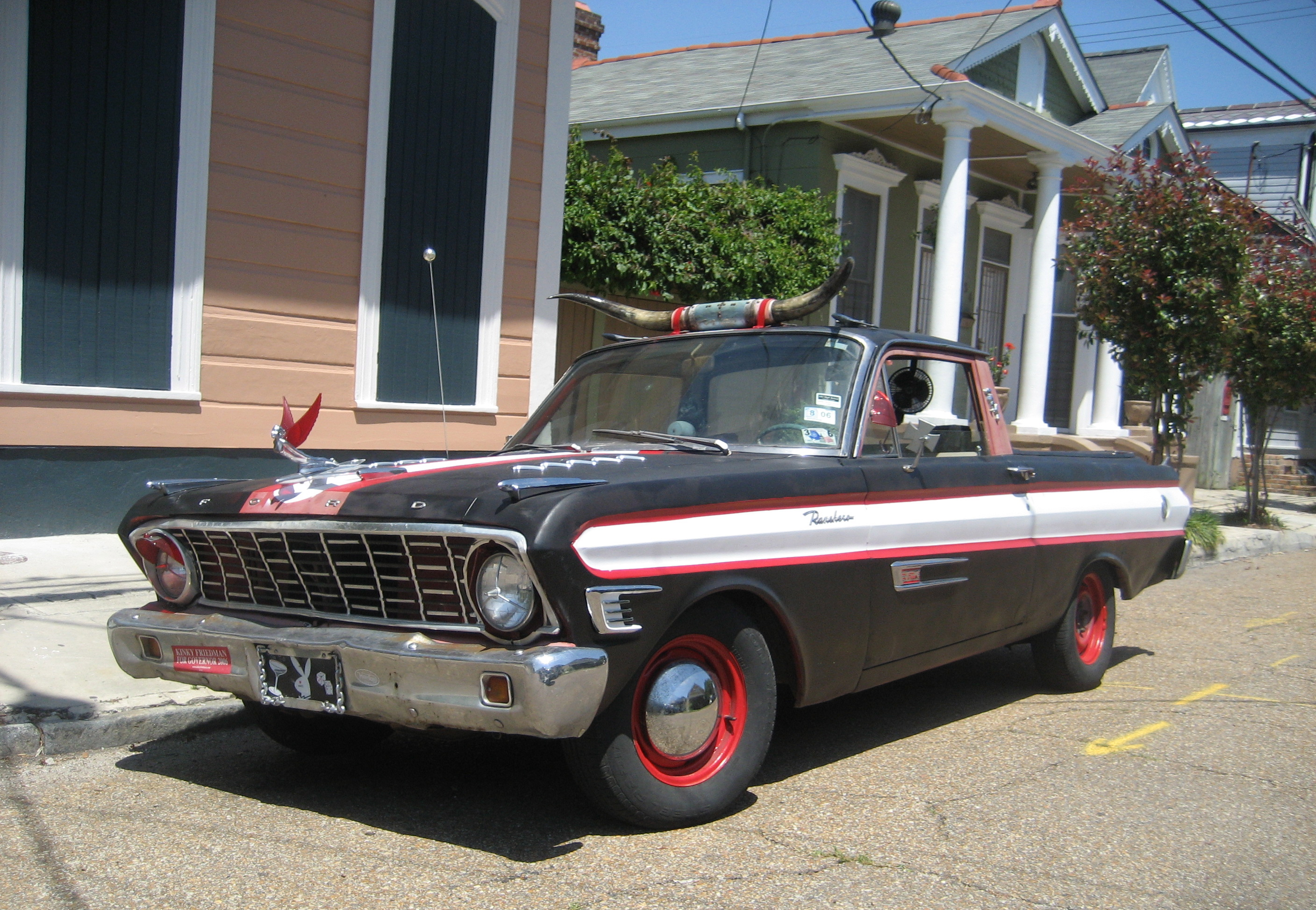
1964-65 Ranchero (с типичным для американской глубинки тюнингом).

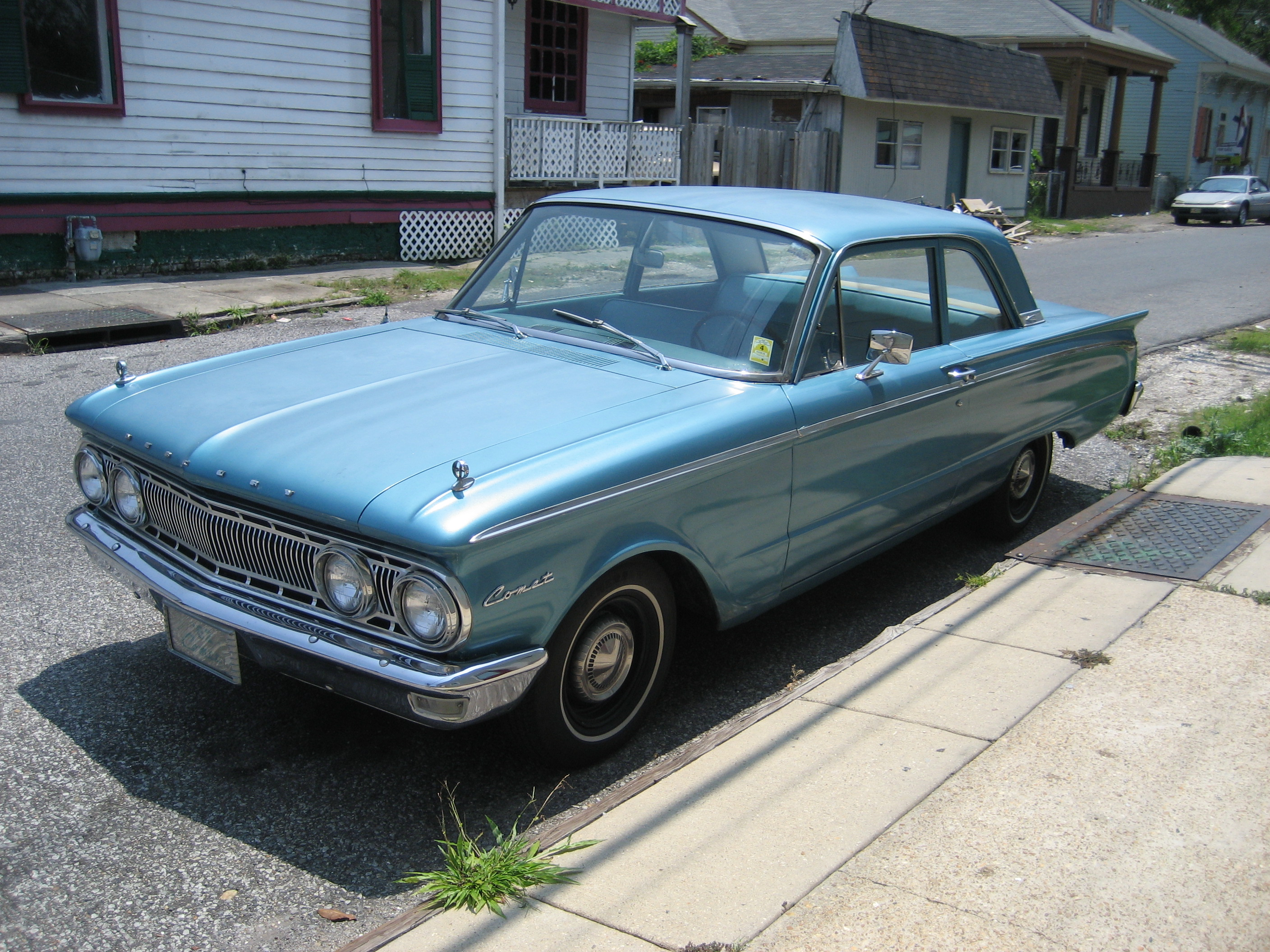
Mercury Comet.

Все поколения Falcon представляли собой вариации на тему одной и той же базовой платформы, включавшей панель пола с усилителями, передний подрамник, набор агрегатов шасси и специально разработанных для этого автомобиля силовых агрегатов, более лёгких и компактных, чем использовавшиеся на более крупных автомобилях компании. Впоследствии на базе этой платформы «Фордом» было построено множество связанных между собой моделей (Ford Mustang I, Ford Maverick, Ford Granada), некоторые из которых сходили с конвейера до начала 1980-х годов.
На машину в базовой комплектации устанавливался 90-сильный рядный шестицилиндровый двигатель объёмом 2,4 литра (144 дюйм³) с нижним расположением распределительного вала и однокамерным карбюратором. Кузов был несущим, передняя подвеска — поперечные рычаги с расположенными над верхними рычагами витыми пружинами, задняя — на продольных листовых рессорах. Тормоза были барабанными несаморегулирующимися на всех колёсах, усилитель предлагался в виде опции.
Не очень большой Falcon вмещал 6 человек (благодаря дивану спереди). Предлагались кузова: двух- и четырёхдверный седан, двух- (редко, до 1966 года) и четырехдверный универсал, двухдверный хардтоп (до 1966 года), кабриолет (до 1966 года) и пикап (назывался Ranchero и был формально отдельной моделью, с 1967 года выпускался на базе более крупного Ford Fairlane), микроавтобус (разделял с седаном механику, но имел мало общего в дизайне).
В Канаду машина экспортировалась под названием Frontenac с видоизменённым внешним оформлением, но только в 1960 году, позднее — как Falcon.
Более дорогая и хорошо оформленная модификация выпускалась под маркой Mercury как модель Mercury Comet, имела улучшенную отделку салона и более вычурную внешность с плавниками на корме. Первоначально это была модель марки Edsel, но эта марка оказалась «мертворожденной» и в 1961 году выпуск «Эдсэлов» прекратили, а «Комета» пошла в серию сначала как просто «Comet» без указания марки (но продавалась и обслуживалась эта машина через дилерскую сеть «Меркьюри»), а потом стала Mercury и формально. После 1965 модельного года Mercury Comet перешла на класс выше и стала среднеразмерным автомобилем на технической базе модели Ford Fairlane.

## 1960—1963

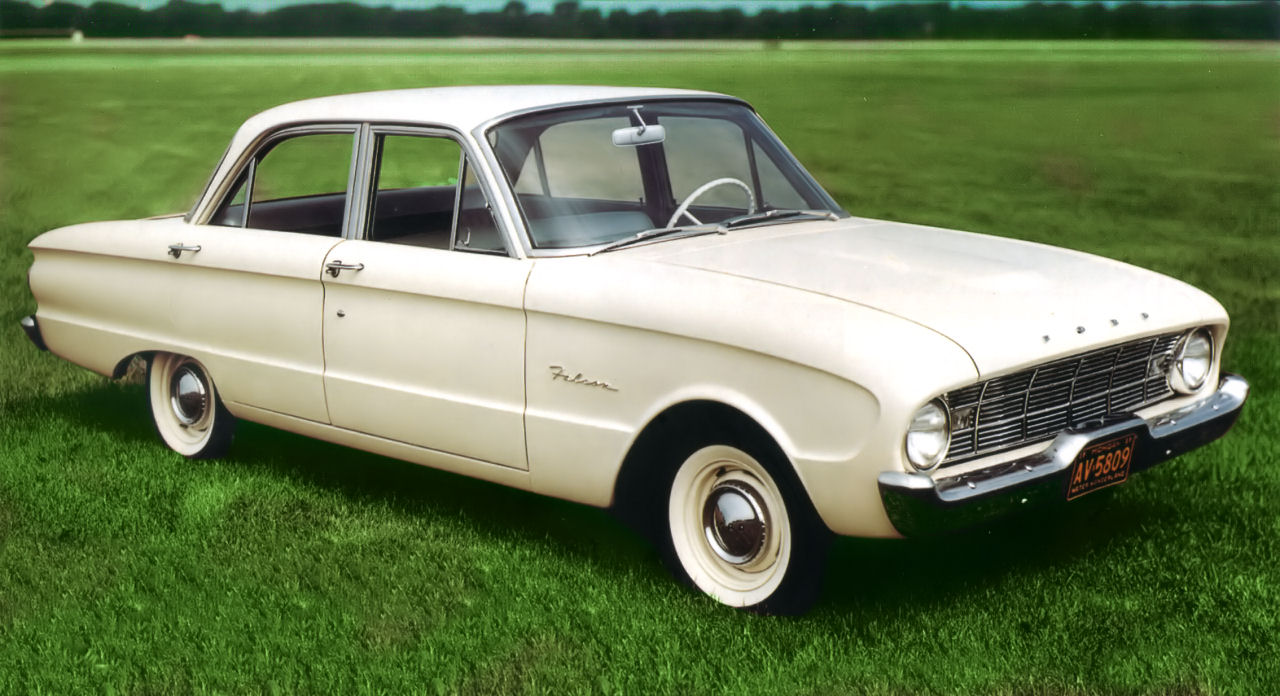
1960 Ford Falcon 4-door Sedan.

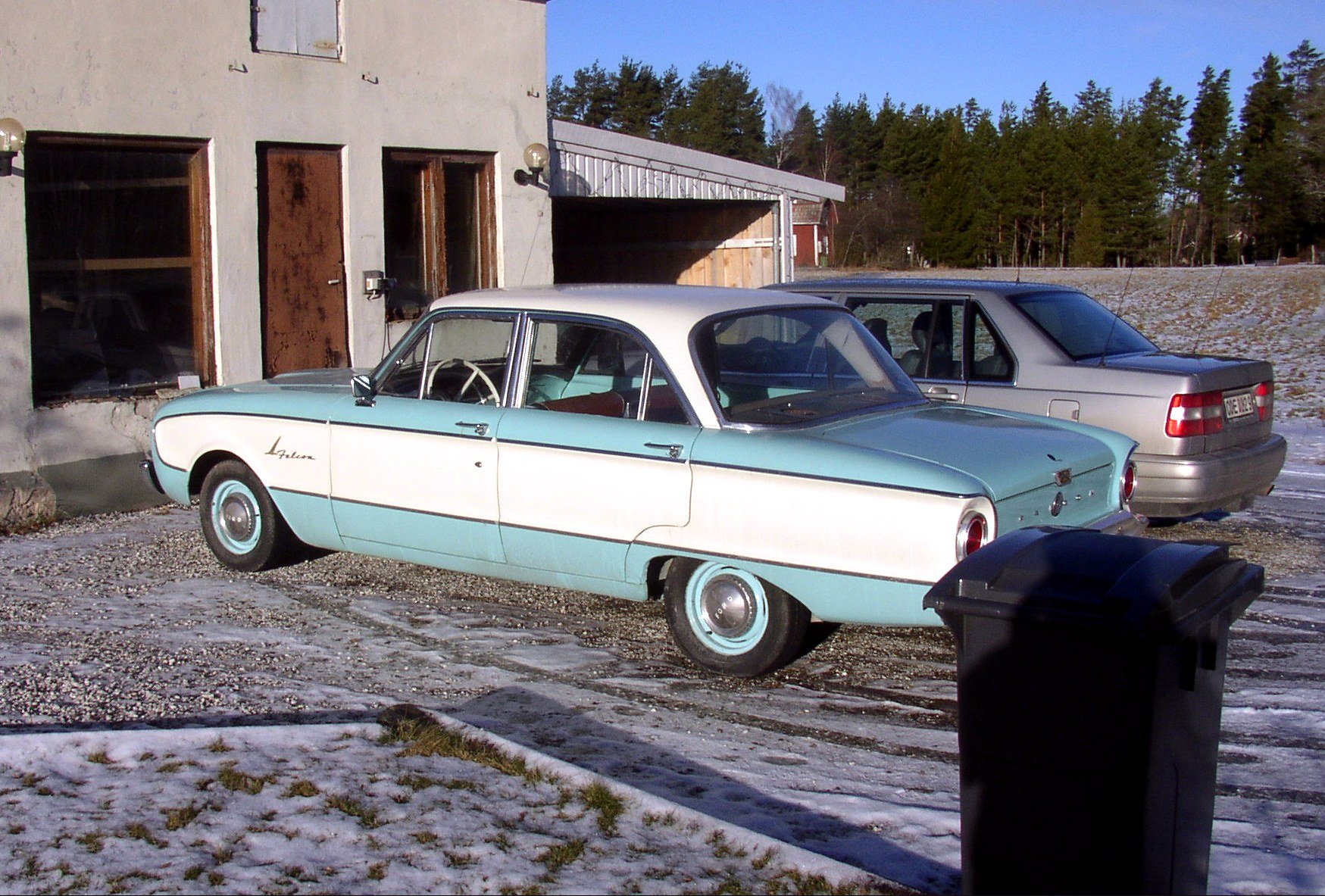

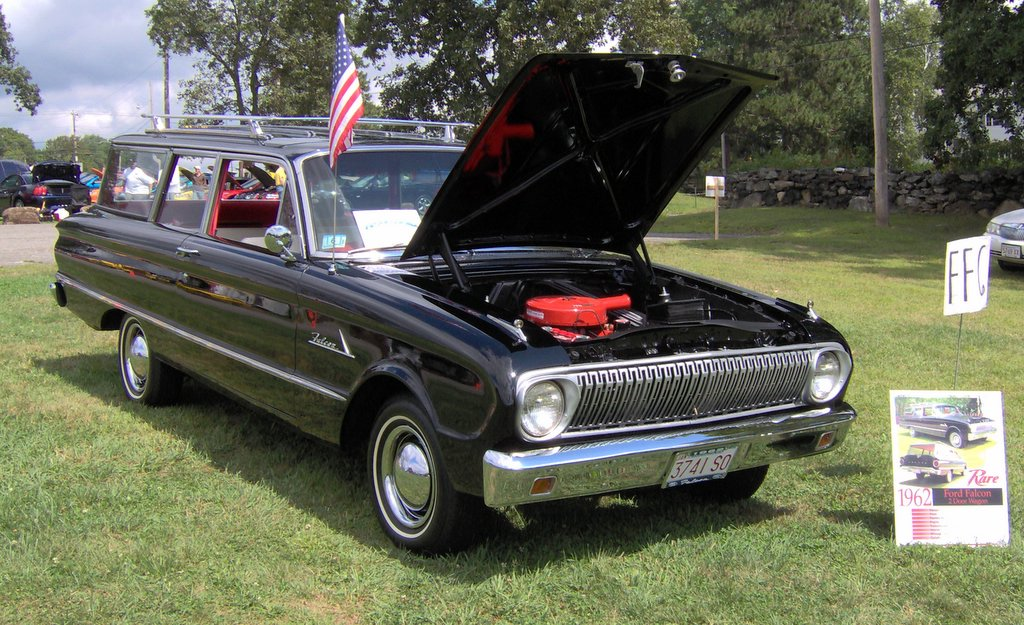
Двухдверный универсал модели 1962 года.

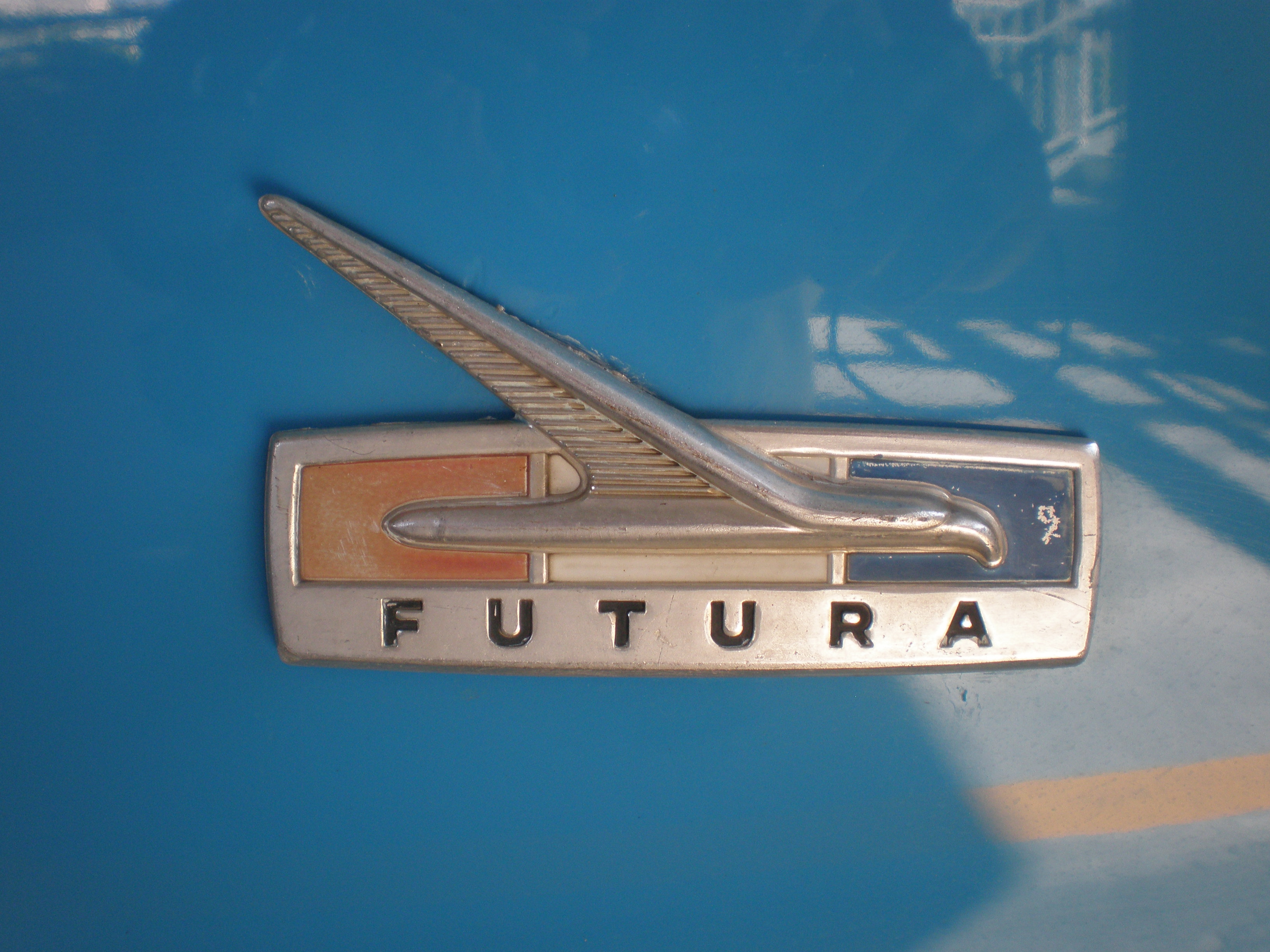
Логотип комплектации Futura.

Ford Falcon первого поколения — так называемый Round Body Falcon — выпускался без особых изменений с 1960 по 1963 годы. В 1961 модельном году в ассортимент двигателей был добавлен расточенный 2,8-литровый I6 — 101 л.с., с февраля 1963 года стал доступен и небольшой восьмицилиндровый V8 (4,36 л.).
В 1962 году появилась комплектация «Futura», включавшая в себя опциональные раздельные сидения спереди, улучшенное оформление интерьера и дополнительный блестящий декор. С середины 1962 года, машина получила почти плоское заднее стекло и заднюю стойку крыши более традиционной формы, до этого она была в виде усеченного треугольника, а стекло — очень выпуклым (т. н. «bubble-window» — «окно-пузырь»).
Это поколение модели оказалось самым коммерчески успешным из всех компактных автомобилей, представленных в начале 1960-х годов. Цена составляла в 1960 году от $1912 за двухдверный седан до $2287 за четырёхдверный универсал. Пикап Ranchero стоил $1862.
| Технические характеристики Ford Falcon 1960-63 годов (базовая шестицилиндровая модель). | | |
| Кузов:                                                                                  | Седаны и купе | Универсалы |
| Двигатель, тип:                                                                         | рядный, 6-цил. | рядный, 6-цил. |
| Рабочий объем:                                                                          | 2,4 л. | 2,4 л. |
| Материал:                                                                               | чугунный блок и чугунная головка цилиндров. | чугунный блок и чугунная головка цилиндров. |
| Мощность:                                                                               | 90 л.с. | 90 л.с. |
| Степень сжатия:                                                                         | 9,1:1 | 9,1:1 |
| Карбюратор:                                                                             | Holley, с нисходящим потоком, 1- или (опция) 2-камерный.                                                                                                  | Holley, с нисходящим потоком, 1- или (опция) 2-камерный.                                                                                                  |
| КПП:                                                                                    | базовая — 3-ступ., мех., рачаг подрулевой; как опция — 3-ступ., авт., рычаг подрулевой;                                                                   | базовая — 3-ступ., мех., рачаг подрулевой; как опция — 3-ступ., авт., рычаг подрулевой;                                                                   |
| Передняя подвеска:                                                                      | независимая, пружинная, с поперечными рычагами, пружины расположены над верхними рычагами, стабилизатор попереч. устойчивости, аморт. гидравл., телескоп. | независимая, пружинная, с поперечными рычагами, пружины расположены над верхними рычагами, стабилизатор попереч. устойчивости, аморт. гидравл., телескоп. |
| Задняя подвеска:                                                                        | на прод. полуэллиптич. рессорах, аморт. гидравл., телескоп.                                                                                               | на прод. полуэллиптич. рессорах, аморт. гидравл., телескоп.                                                                                               |
| Рулевое управление:                                                                     | винт-шариковая гайка, передаточн. отнош. 29,4:1, ГУР как опция                                                                                            | винт-шариковая гайка, передаточн. отнош. 29,4:1, ГУР как опция                                                                                            |
| Колёса:                                                                                 | 6,50x13" или 6,95x14" (6,95x14") | 7,75x14" |
| Шины:                                                                                   | диагональные, бескамерные | диагональные, бескамерные |

## 1964—1965

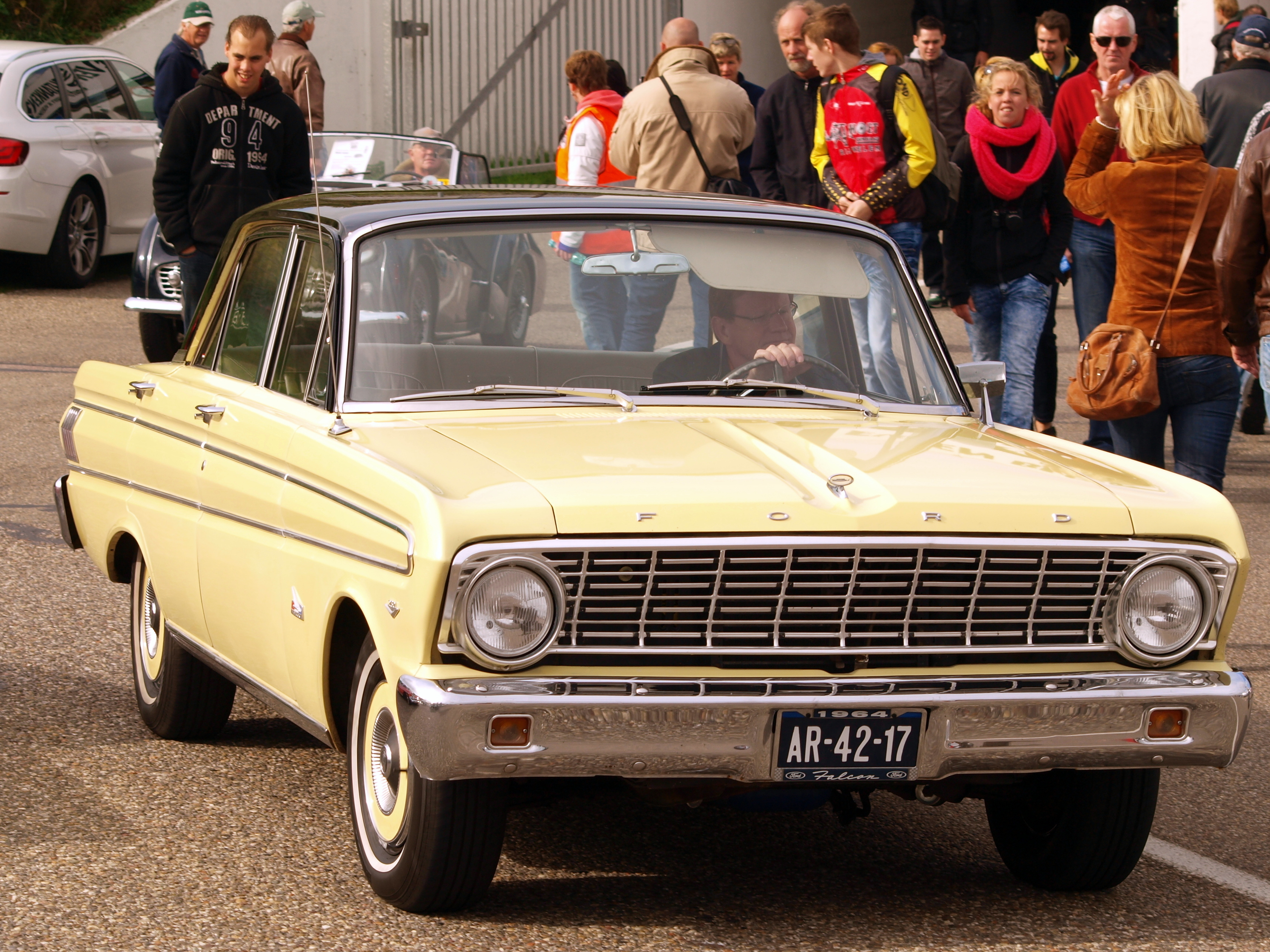
1964 Ford Falcon 4-door Sedan.

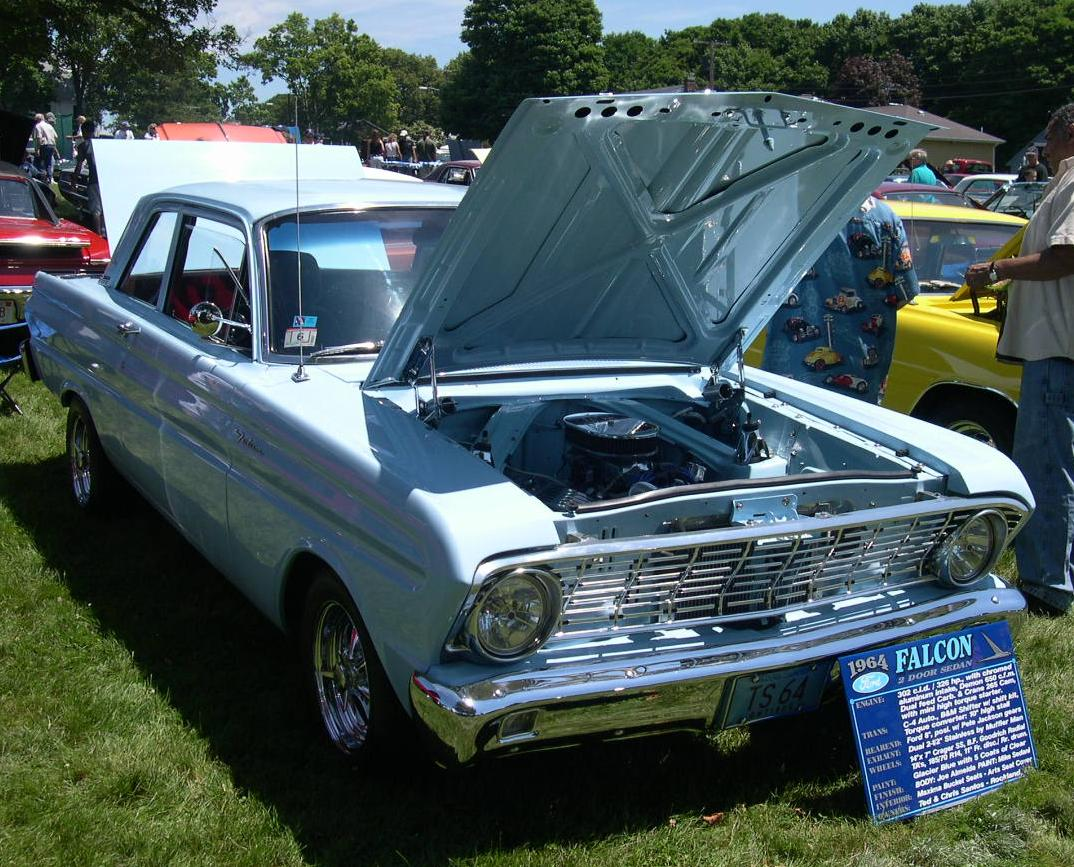

Второе поколение — Square Body Falcon — выпускалось в 1964-65 годах. При обновленном внешнем виде, мало отличалось от предыдущего по механике.
Кроме того, в том же 1964 году появился созданный на базе платформы Falcon Ford Mustang, который, унаследовав от своего предка техническую основу и оборудование салона, получил яркий, привлекательный и запоминающийся псевдоспортивный внешний облик, который гарантировал успех среди молодёжи. В это год стал доступен достаточно мощный двигатель V8 объемом 4,8 литра.
Цены (1964): двухдверный седан — $1996, четырёхдверный — $2058, универсал в высшей комплектации Squire — $2622.
| Технические характеристики Ford Falcon 1964-65 годов (в скобках для модели с V8). | | |
| Кузов:                                                                            | Седаны и купе | Универсалы |
| Двигатель, тип:                                                                   | рядный, 6-цил. (V-образный, 8-цил.) | рядный, 6-цил. (V-образный, 8-цил.) |
| Рабочий объем:                                                                    | 2,8 л. (4,7 л.) | 2,8 л. (4,7 л.) |
| Диам. цил. x ход поршня:                                                          | 3,5" x 2,94" (88,9 х 74,7 мм) (V8: 4,00" х 2,87" (102 х 73 мм)) | 3,5" x 2,94" (88,9 х 74,7 мм) (V8: 4,00" х 2,87" (102 х 73 мм)) |
| Материал:                                                                         | чугунный блок и чугунные головы цилиндров. | чугунный блок и чугунные головы цилиндров. |
| Мощность:                                                                         | 105 л.с. (200 л.с.) | 105 л.с. (200 л.с.) |
| Степень сжатия:                                                                   | 9,1:1 (9,3:1) | 9,1:1 (9,3:1) |
| Карбюратор:                                                                       | Holley, с нисходящим потоком, 1- или (опция) 2-камерный. | Holley, с нисходящим потоком, 1- или (опция) 2-камерный. |
| КПП:                                                                              | базовая — 3-ступ., мех., рачаг подрулевой; как опция — 3-ступ., авт., рычаг подрулевой; (На V8: как опция — 3-ступ., авт., рычаг подрулевой, или 4-ступ., мех., рычаг напольный) | базовая — 3-ступ., мех., рачаг подрулевой; как опция — 3-ступ., авт., рычаг подрулевой; (На V8: как опция — 3-ступ., авт., рычаг подрулевой, или 4-ступ., мех., рычаг напольный) |
| Передняя подвеска:                                                                | независимая, пружинная, с поперечными рычагами, пружины расположены над верхними рычагами, стабилизатор попереч. устойчивости, аморт. гидравл., телескоп.                        | независимая, пружинная, с поперечными рычагами, пружины расположены над верхними рычагами, стабилизатор попереч. устойчивости, аморт. гидравл., телескоп.                        |
| Задняя подвеска:                                                                  | на прод. полуэллиптич. рессорах, аморт. гидравл., телескоп. | на прод. полуэллиптич. рессорах, аморт. гидравл., телескоп. |
| Рулевое управление:                                                               | винт-шариковая гайка, передаточн. отнош. 29,4:1, ГУР как опция | винт-шариковая гайка, передаточн. отнош. 29,4:1, ГУР как опция |
| Колёса:                                                                           | 6,50x13" или 6,95x14" (6,95x14") | 7,75x14" |
| Шины:                                                                             | диагональные, бескамерные | диагональные, бескамерные |

## 1966—1970

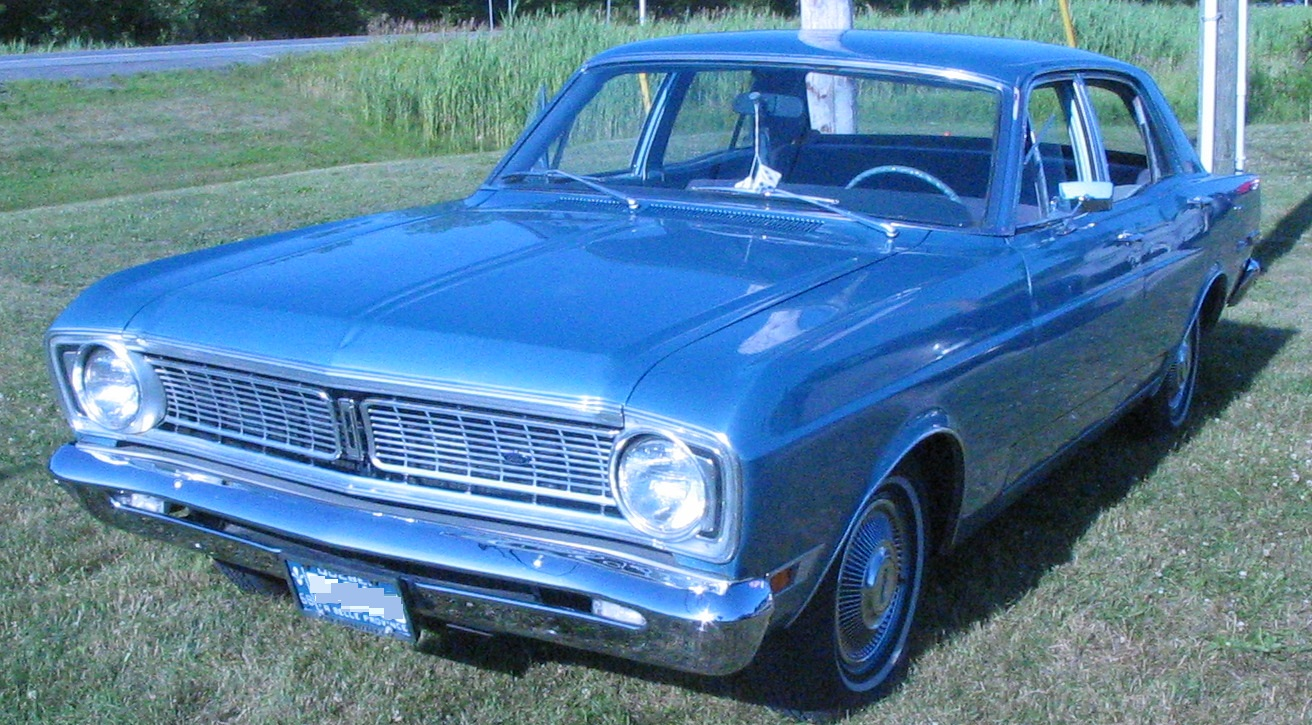
Ford Falcon третьего поколения, кузов «4-дверный седан».

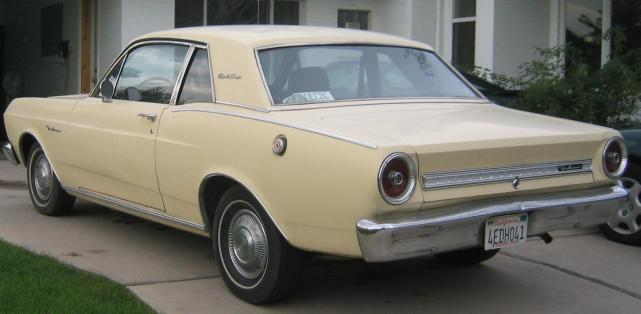
Купе — вид сзади.

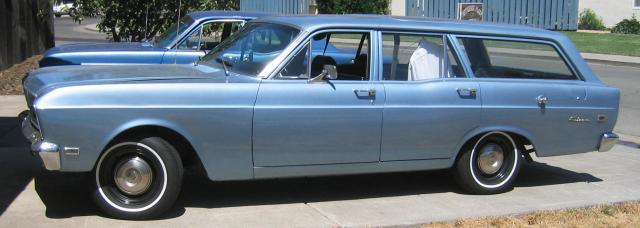
Универсал.

Следующее (и последнее) поколение — Mustang-styled Body Falcon — находилось в производстве дольше всех прочих — с 1966 по 1970 гг.
Этот автомобиль уже сильно отличался по концепции от изначального (при в основном той же технологической начинке), приобрёл подчеркнуто-молодёжную ориентацию, дизайн в стиле «long-hood/short-deck» («длинный-капот/короткий-багажник»), приземистый профиль с заниженной крышей, увеличенную колесную базу и линию боковины «coke-bottle» с изломом в районе задней стойки крыши, по форме такая боковина напоминала бутылку Coca-Cola, хотя на Falcon это было выражено слабо.
Исчезли все типы кузовов, кроме двух- и четырёхдверных седанов и четырёхдверного универсала. Варианты двухдверного седана носили фирменные обозначения «club coupé» и «spots coupé» и внешне имитировали хардтоп — рамки дверей имели хромированные накладки и полностью скрывали центральную стойку кузова. Утилитарные же модели — многие модели универсалов и (с 1967 года) все пикапы — были переведены на платформу более крупного среднеразмерного Ford Fairlane. На машины этого поколения ставились действительно мощные двигатели V8, заимствованные у того же Mustang.
Стоимость (в 1966 году) составляла от $2060 за двухдверный седан до $2553 за универсал в комплектации Futura, плюс опции.
Однако, падение к 1970-м годам интереса к компактным и молодёжным автомобилям и увеличение интереса к более крупным и роскошным, а также неспособность старого кузова удовлетворять новым федеральным требованиям по безопасности, вызвали прекращение производства модели «Falcon».
Последним модельным годом для Falcon стал 1970, автомобиль которого производился с декабря 1969 по 1 января 1970 календарного года. Выпускавшийся недолгое время после этого так называемый Falcon 1970 1/2 был уже совершенно другим автомобилем, выполненным на платформе среднеразмерного Ford Fairlane / Torino, отражая общую тенденцию американских автомобилей тех лет к укрупнению.
Тем не менее, ещё с 1969 года выпускался Ford Maverick, с технической точки зрения построенный на той же платформе, что и Falcon, но получивший новый кузов.
Настоящим же продолжением исходной концепции Falcon как компактного семейного седана с консервативным дизайном в модельном ряду Ford Motor Company стал построенный на слегка увеличенном варианте той же самой платформы североамериканский Ford Granada (не путать с европейским).
| Технические характеристики Ford Falcon 1966-67 годов (в скобках для модели с V8). | | |
| Кузов:                                                                            | Седаны и купе | Универсалы |
| Двигатель, тип:                                                                   | рядный, 6-цил. (V-образный, 8-цил.) | рядный, 6-цил. (V-образный, 8-цил.) |
| Рабочий объем:                                                                    | 2,8 л. (4,7 л.) | 2,8 л. (4,7 л.) |
| Диам. цил. x ход поршня:                                                          | 3,5" x 2,94" (88,9 х 74,7 мм) (V8: 4,00" х 2,87" (102 х 73 мм)) | 3,5" x 2,94" (88,9 х 74,7 мм) (V8: 4,00" х 2,87" (102 х 73 мм)) |
| Материал:                                                                         | чугунный блок и чугунные головы цилиндров. | чугунный блок и чугунные головы цилиндров. |
| Мощность:                                                                         | 105 л.с. (200 л.с.) | 105 л.с. (200 л.с.) |
| Степень сжатия:                                                                   | 9,1:1 (9,3:1) | 9,1:1 (9,3:1) |
| Карбюратор:                                                                       | Holley, с нисходящим потоком, 1- или (опция) 2-камерный. | Holley, с нисходящим потоком, 1- или (опция) 2-камерный. |
| КПП:                                                                              | базовая — 3-ступ., мех., рачаг подрулевой; как опция — 3-ступ., авт., рычаг подрулевой; (На V8: как опция — 3-ступ., авт., рычаг подрулевой, или 4-ступ., мех., рычаг напольный) | базовая — 3-ступ., мех., рачаг подрулевой; как опция — 3-ступ., авт., рычаг подрулевой; (На V8: как опция — 3-ступ., авт., рычаг подрулевой, или 4-ступ., мех., рычаг напольный) |
| Кузов:                                                                            | несущий, цельнометаллический | несущий, цельнометаллический |
| Колёсная база:                                                                    | 110,9" (2817 мм) | 113" (2870 мм) |
| Длина:                                                                            | 184,3" (4681 мм) | 198,7" (5047 мм) |
| Ширина:                                                                           | 73,2" (1860 мм) | 74,7" (1890 мм) |
| Высота:                                                                           | 54,6" (1387 мм) | 56,2" (1430 мм) |
| Колея:                                                                            | 58" (1473 мм) | 58" (1473 мм) |
| Объем багажного отделения:                                                        | 12,3 куб. фута | 85,1 куб. фута |
| Масса:                                                                            | 2519 (2-дверн.) или 2559 (4-дверн.) фунтов (1134 кг и 1152 кг) | 3037 фунтов (1367 кг) |
| Передняя подвеска:                                                                | независимая, пружинная, с поперечными рычагами, пружины расположены над верхними рычагами, стабилизатор попереч. устойчивости, аморт. гидравл., телескоп.                        | независимая, пружинная, с поперечными рычагами, пружины расположены над верхними рычагами, стабилизатор попереч. устойчивости, аморт. гидравл., телескоп.                        |
| Задняя подвеска:                                                                  | на прод. полуэллиптич. рессорах, аморт. гидравл., телескоп. | на прод. полуэллиптич. рессорах, аморт. гидравл., телескоп. |
| Рулевое управление:                                                               | винт-шариковая гайка, передаточн. отнош. 29,4:1, ГУР как опция | винт-шариковая гайка, передаточн. отнош. 29,4:1, ГУР как опция |
| Колёса:                                                                           | 6,50x13" или 6,95x14" (6,95x14") | 7,75x14" |
| Шины:                                                                             | диагональные, бескамерные | диагональные, бескамерные |